# ジュネーヴ大学
ジュネーヴ大学（ジュネーヴだいがく、フランス語: Université de Genève, 英語: University of Geneva）は、スイス・ジュネーヴにある大学である。2006年のニューズウィーク誌では、世界ランキングで32位に入っている。規模としてはスイスで2番目に大きい大学である。

## 概要
1559年にフランスの神学者ジャン・カルヴァンにより創設された。当初は神学校であったが、法律学も教えていた。
17世紀にかけては神学的な校風が強いままであったが、啓蒙思想の学問的中心になるにつれて、この頃から、他の学問領域を加えはじめた。1873年には宗教的団体を手放し、総合大学の確固たる地位を獲得した。今日では、ジュネーヴ大学はスイスで2番目に大きな大学であり、多くの分野で指導的役割を果たしている。
また、惑星科学と遺伝学についての顕著な発見を成し遂げていることから、科学研究の分野においてもヨーロッパでトップクラスの大学のひとつであると考えられている。ジュネーヴ大学では、教育（授業は一般にフランス語で行われる）、研修、より広いコミュニティへの奉仕を3大使命としている。
ジュネーヴ大学は、コインブラ・グループとヨーロッパ研究大学連盟（LERU）に加盟している。
2006年、数名の教授に詐欺の疑いがあることが明らかになった。詳細な調査の結果、架空の旅費を請求していた事例や、大学以外の団体から給与を受け取っていた事例が明らかとなった。法律上は、大学に報告し、給与の一部を納付すべきであったにもかかわらず、大学に報告していなかったことも判明した。大学の副総長が嫌疑をかけられた教授に含まれており、総長と副総長が2006年8月1日付けで辞任するよう促された。2006年7月現在、詳細な調査が進行中である。

## 世界ランキング
2006年8月13日に発行されたアメリカの雑誌『ニューズウィーク』誌において、世界32位にランクされた。2018年度に発表されたイギリスのQS世界大学ランキングの総合ランキングでは98位。科目別では、歯学は23位、薬学は31位、哲学は23位、医学は62位、生物学は51位、解剖学＆理学療法は51位、地理学は43位、法学は50位、政治学は100位、物理天文学は50位、言語学51位など、多くの学科がトップ100に入っている。
2005年以前は、大学は、若干の違いはあれフランスの教育モデルを採用していた。学位は、準学士（Demi-Licence）、学士（Licence）、DEA / DESS、博士（Doctorate）であった。現在は、ボローニャ・プロセス、欧州共通の高等教育制度）に則っている。

## 学部
ジュネーヴ大学には以下の学部（Faculty）がある。
- 理学部（Faculty of Sciences）
- 医学部（Faculty of Medicine）
- 文学部（Faculty of Letters）
- 社会科学部（Faculty of Social Sciences）
- 法学部（Faculty of Law）
- 経営大学院（HEC department）
- プロテスタント神学部（Faculty of Protestant Theology）
- 教育心理学部（Faculty of Psychology and Educational Sciences）
- 翻訳通訳学部（School of Translation and Interpretation）
- 建築研究所（Institute of Architecture）

大学は、過去数年間にわたって生涯学習プログラムを開発しており、仕事を持つ人々のための100以上のプログラムを有している。

## 学際センター
- 宗教改革史研究所（Institute for Reformation History）
- コンピューター科学部（Computer Science Department ）
- 人間生態学・環境科学大学センター（University Centre of Human Ecology and Environmental Sciences）
- エネルギー問題研究大学センター（University Centre for Study of Energy Problems）
- ジュネーヴ大学欧州研究所（The European Institute of the University of Geneva）
- 老年学学際センター（Interfaculty Center of Gerontology）
- 感情科学学際センター（Interfaculty Center for Affective Sciences）

## 著名な卒業生
- マルセル・ジュノー :赤十字国際委員会副委員長
- 大久保敏弘 : 慶應義塾大学経済学部准教授
- 富盛伸夫 : 東京外国語大学外国語学部教授
- 丸山忠孝 : 神学者
- 大河原愛子 : 実業家